# حمام دباغ (بلدية)
حمام دباغ، مدينة وبلدية تابعة إقليميا إلى دائرة حمام دباغ ولاية قالمة الجزائرية. بها يقع الحمام المعدني المسمى «حمام المسخوطين».

## الموقع الجغرافي
تبعد عن مقر الولاية ب 20 كم، تحدها شمالا الركنية والفجوج، وجنوبا بلدية هواري بومدين، وتحدها شرقا مجاز عمار، وغربا بوحمدان.